# Telegram
Telegram (укр. Телеграм) — багатоплатформовий месенджер, що надає опціональні наскрізно зашифровані чати (більш відомі, як «секретні чати») та відеодзвінки, VoIP, обмін файлами та деякі інші функції. Він був запущений для iOS 14 серпня 2013 року та Android 20 жовтня 2013 року.
Telegram зареєстрований як компанія на Британських Віргінських островах та як ТОВ у Дубаї, Об'єднані Арабські Емірати. Засновник компанії Павло Дуров повідомив, що з 2014 року до початку 2015 року штаб-квартира сервісу розташовувалася в Берліні (Німеччина), але переїхала в інші юрисдикції після того, як не змогла отримати посвідки на проживання для всіх членів команди. За повідомленнями преси, у 2014—2017 роках у Telegram були співробітники в Санкт-Петербурзі (РФ). Станом на 2017 рік команда Telegram базується в Дубаї.
Сервери Telegram розподілені по всьому світу з п'ятьма дата-центрами у різних частинах світу, а операційний центр за даними компанії базується в Дубаї, ОАЕ.
У розслідуванні Wired йшлося, що штатні інструменти Telegram дозволяють стежити за діями користувачів. При цьому російські спецслужби можуть мати доступ навіть до закритих чатів. Різні клієнтські програми доступні для настільних і мобільних платформ, зокрема офіційні програми для Android, iOS, Windows, macOS і Linux (хоча для реєстрації потрібен пристрій на базі iOS або Android і робочий номер телефону). Існує також два офіційних вебдодатки-двійники Telegram — Web A та Web K, а також численні неофіційні клієнти, які використовують протокол Telegram. Офіційні компоненти Telegram мають відкритий вихідний код за винятком сервера, який має закритий вихідний код і є власністю компанії. Засновником і головою сервісу є російський програміст та бізнесмен Павло Дуров.
Telegram надає опціональні наскрізні зашифровані чати. Хмарні чати та групи шифруються між клієнтом і сервером, так що провайдери та інші треті сторони в мережі не можуть отримати доступ до даних. Користувачі можуть надсилати текстові та голосові повідомлення, здійснювати відео- та голосові дзвінки, обмінюватися необмеженою кількістю зображень, документи (2 ГБ на файл), місцезнаходженням користувача, анімовані наліпки, контакти та аудіофайли. Користувачі також можуть стежити за каналами.
У січні 2021 року кількість активних користувачів Telegram перевищила 500 млн щомісяця. Це був найбільш завантажуваний додаток у всьому світі в січні 2021 року з 1 млрд завантажень у всьому світі станом на кінець серпня 2021 року. Дослідження показують, що сплеск популярності Telegram у січні 2021 року був частково зумовлений переходом на платформу Parler великими технологічними компаніями. У червні 2022 року Telegram перевищив 700 млн щомісячних активних користувачів. Того ж місяця було запроваджено Telegram Premium — необов'язкову платну підписку з низкою додаткових функцій.
У серпні 2023 року кількість щомісячних активних користувачів в Telegram перевищила 800 млн, в тому числі в країнах ЄС їх було ~ 41 млн.
Telegram випередив WhatsApp та Facebook Messenger і став найпопулярнішим додатком для обміну миттєвими повідомленнями в Азербайджані, Білорусі, Вірменії, Ефіопії, Йорданії, Казахстані, Камбоджі, Киргизстані, Молдові, Росії та Україні.

## Реєстрація
Обліковий запис користувача прив'язується до номера мобільного телефону: щоб авторизуватися, потрібно ввести код авторизації з СМС. Такі коди мають обмежені терміни придатності. Таким чином, користувач позбавляється необхідності запам'ятовувати чи зберігати десь свій пароль.
Також є можливість увімкнути двофакторну автентифікацію. Тоді для входу додатково знадобиться пароль, заданий користувачем у налаштуваннях. Деякі можливості, такі як Telegram Passport, вимагають увімкненої двофакторної автентифікації.

## Історія
Телеграм створили брати Павло і Микола Дурови, відомі також як розробники соцмережі VK.
Павло Дуров сказав, що перша ідея застосунку з'явилася 2011 року, коли до нього приходили спецпризначенці РФ. Коли вони пішли, Павло Дуров написав про це братові Миколі. Тоді ж він і усвідомив, що у нього немає безпечного способу комунікації з братом. Сервіс побудований на технології шифрування листування MTProto, розробленій братом Павла Миколою. Сам Telegram спочатку був експериментом компанії Digital Fortress (належить Павлові) з метою тестування MTProto на великих навантаженнях.
14 серпня 2013 року поданий перший клієнт Telegram для пристроїв на платформі iOS.
22 серпня 2013 року один з учасників конкурсу Durov's Android Challenge написав і виклав у відкритий доступ перший застосунок для операційної системи Android, сумісний з Telegram (використовує той самий протокол MTProto).
У жовтні у проєкті відкрився вебсайт і була представлена офіційна версія Telegram під Android з відкритим вихідним кодом GPL2. У Telegram з'явилась функція самознищення повідомлень. Попередня версія застосунку доступна під назвою «Unofficial Telegram S».
7 листопада 2013 року з'явилися сторонні клієнти сервісу для Windows і OS X з обмеженим функціоналом. Також був розроблений концепт вебверсії клієнта.
У січні 2014 року з'явився неофіційний вебклієнт із назвою Webogram від колишнього розробника ВКонтакті Ігоря Жукова.
21 липня 2014 року в App Store з'явився застосунок Telegram HD для iPhone та iPad, який завантажила компанія Telegram Messenger LLP.
Новий застосунок отримав спеціальну версію для iPad і поліпшену підтримку відео і фотографій високої роздільної здатності, було додано можливість пересилки анімованих зображень у форматі GIF.
15 жовтня 2014 року в Telegram була додана підтримка псевдонімів, а також запущений вебклієнт на основі Webogram, що став офіційним. Псевдонім дає змогу користувачеві зв'язуватися з ним без використання його номера телефону.
2 січня 2015 року в Telegram була додана підтримка наліпок.
У липні 2015 року сервіс було заблоковано в Китаї.
У лютому 2016 року Павло Дуров заявив, що месенджером користуються вже понад 100 млн людей, при цьому сервіс доставляє близько 15 млрд повідомлень щодня. Ще у вересні 2015 року Telegram передавав 12 млрд послань за добу.
У квітні 2016 року стало відомо, що в травні 2015 року Google розглядав можливість купівлі месенджера за більш ніж 1 млрд $.
У травні 2016 року з'явилася можливість редагування відправлених повідомлень. Внести зміни можливо протягом двох діб з моменту відправлення. У цьому випадку в повідомленні з'явиться спеціальна мітка.
22 листопада 2016 року розробниками був запущений проєкт Павла Дурова Telegraph — блог-платформа, безкоштовний видавничий інструмент, який дозволяє створювати публікації, огляди, вставляти фотографії і всі види embedded-коду. Це гібрид блог-платформи, месенджера і платишера подібного Medium, з концепцією анонімних іміджбордів.
У вересні 2017 року колишній працівник ВКонтакті й Telegram Антон Розенберг розповів, що розробка месенджера ведеться в основному в Санкт-Петербурзі, в тій самій будівлі на Невському проспекті, де розташований офіс російської соцмережі ВКонтакті, сам Дуров заперечив ці дані, назвавши Антона «психічно хворим».
26 липня 2018 року на платформі був запущений Telegram Passport. Це сервіс зберігання персональних даних, таких як фотографії паспортів, квитанцій, комунальних рахунків, у захищеному наскрізним шифруванням хмарному сховищі Telegram. Користувачеві досить один раз завантажити свої документи, а потім ділитися ними з сервісами, які вимагають авторизації. За словами компанії, сервери не мають доступу до цих даних.
26 липня 2020 року в офіційних клієнтах для Android та iOS і Telegram Desktop з'явилася підтримка відеодзвінків. Оновлення були пристосовані до 7-річчя виходу першого Telegram-клієнта. Раніше функція була доступною в тестовому режимі користувачам iOS.
30 липня 2020 року в клієнтах Telegram з'явився інтерфейс коментування публікацій у каналах.
У грудні 2020 року Павло Дуров заявив про плани з запровадження платних функцій з 2021 року. За планами, вони стосуватимуться лише бізнес-користувачів, що вимагають великого навантаження на сервери.
У червні 2022 року месенджер запровадив необов'язкову підписку Telegram Premium. Підписка надає користувачам додаткові можливості, як-от спеціальна позначка в профілі та збільшення лімітів. Після виходу оновлення Павло Дуров заявив, що навіть мала частина користувачів із підпискою зможе покривати витрати Telegram.
У жовтні 2023 року, месенджер отримав велике оновлення, відповідно в Telegram 2.0 значно розширилися можливості користувачів при роботі в чатах.
19 березня 2024 року Дуров повідомив, що компанія залучила $330 млн інвестицій шляхом продажу облігацій, не назвавши інвесторів. Дуров заявив, що компанія прагне бути прибутковою з 2025 року.
14 серпня 2024 року Telegram виповнилося 11 років, за цей час кількість активних користувачів месенджера перевищила 950 млн. На честь 11-річчя, розробники Telegram представили велике оновлення месенджера.
24 серпня 2024 року співвласника Telegram Павла Дурова було затримано в аеропорту Ле Бурже (Франція). Затримання було здійснено силами жандармерії транспортної безпеки (GTA) за запитом Офісу з питань неповнолітніх (OFMIN) при Національному управлінні судової поліції Франції в рамках попереднього розслідування, наступного дня термін утримання під вартою йому було продовжено.
12 вересня 2024 року французьке видання Liberation повідомило, що Telegram після затримання Дурова почав відповідати на запити правоохоронних органів. Зокрема, йдеться про запити французького управління у справах неповнолітніх національної поліції та жандармерії в кількох кримінальних розслідуваннях.
17 листопада 2024 року Telegram отримав оновлення до версії 11.4.
У 2024 році Telegram заробив близько $540 млн прибутку при доході $1,4 млрд. Telegram залучив $1,7 млрд через розміщення облігацій під 9 % річних і терміном погашення у червні 2030 року.

## Багатомовність

### Інтерфейс офіційних клієнтів
Від 10 жовтня 2017 року мобільний застосунок Telegram підтримує українську мову. У січні 2018 року українська мова з'явилась у Telegram Desktop і Telegram для macOS. Раніше встановити її можна було лише зі спеціального файлу локалізації.
Переклади, що відсутні в офіційному списку, можна встановити вручну за допомогою файлу локалізації або посилання.

### Офіційний сайт
У квітні 2020 року збільшилася кількість мов, якими виходять публікації в офіційному блозі Telegram. Зокрема, з'явилася українська мова.

## Технологія
Для месенджера був створений протокол MTProto, що передбачає використання декількох протоколів шифрування. Під час авторизації і аутентифікації використовуються алгоритми RSA-2048, DH-2048 для шифрування, під час передачі повідомлень протоколу в мережу вони шифруються AES з ключем, відомим клієнту і серверу. Також застосовуються криптографічні хеш-алгоритми SHA-1 і MD5.
Безпека від перехоплення повідомлень, що пересилаються з боку сервера Telegram, забезпечується лише в режимі «секретних» чатів (Secret Chats), доступному з 8 жовтня 2013 року. Цей режим реалізує шифрування, при якому відправник і одержувач мають спільний лише для них ключ (end-to-end шифрування), із застосуванням алгоритму AES-256 у режимі IGE (англ. Infinite Garble Extension) для повідомлень, що пересилаються. На відміну від звичайного режиму, повідомлення в секретних чатах не розшифровуються сервером, історія листування зберігається лише на тих двох пристроях, на яких був створений чат.

## Співпраця з російською владою
Керівник ГУР МО України Кирило Буданов заявив, що Telegram є проблемою з точки зору національної безпеки.
У березні 2024 року представник Департаменту контррозвідувального захисту інтересів держави у сфері інформаційної безпеки СБУ Олександр Мельниченко заявив, що Telegram співпрацює з російською ФСБ та Роскомнаглядом. Зокрема, виконує прохання росіян щодо блокування деяких каналів.

## Цензура
У ніч на 18 вересня 2021 року Telegram заблокував бот Розумного голосування, створеного командою російського опозиціонера Олексія Навального для організованого голосування за альтернативних кандидатів на виборах у Держдуму РФ.
Як пояснив один із засновників Telegram Павло Дуров, месенджер обмежує функціонування ботів, «пов'язаних з передвиборчою агітацією» у зв'язку з «днем тиші».

## Можливості

### Обмін файлами
Підтримується обмін фотографіями, відеозаписами та файлами будь-якого типу. Для фотографій доступна функція пошуку в інтернеті. Розмір файлу для надсилання обмежений 2 ГБ, а для користувачів із Telegram Premium — 4 ГБ. Програма використовує систему докачування файлів після обриву зв'язку. Premium-користувачі можуть завантажувати файли з більшою швидкістю.

### Групові чати
У месенджері є можливість організовувати групові чати до 200 тис учасників.
До 14 березня 2016 року максимальна кількість становила 200 учасників, після чого було запроваджено супергрупи, що вміщали до 5000 учасників. 17 червня 2018 року ліміт у супергрупі було збільшено до 100 тис, а пізніше — до 200 тис. Розробники вважають цю кількість достатньою й не планують збільшувати її.

#### Гілки
Режим гілок підтримують усі групи, що не прив'язані до каналу як чат для обговорення. Група може бути розділена на гілки, що присвячені певній темі обговорення. Гілки мають вигляд окремих підчатів усередині однієї групи — зі своїми повідомленнями, розділом із поширеними медіафайлами та налаштуваннями сповіщень.
У всіх групах з режимом гілок існує розділ «Загальне». У ньому показуються повідомлення, що не належать до жодної гілки, зокрема ті повідомлення, що були надіслані до ввімкнення режиму гілок. Адміністратор може перейменувати цей розділ або керувати його видимістю.
Є можливість відобразити всі повідомлення групи з гілками у вигляді єдиного чату, зокрема ті, що були надіслані до ввімкнення гілок.
Premium-користувачі можуть встановити користувацький емодзі як іконку гілки. Решта користувачів можуть лише змінювати колір стандартної іконки гілки.

### Канали

### Дзвінки
У березні 2017 року в офіційних мобільних клієнтах Telegram з'явилася підтримка голосових викликів. Спочатку можливість зателефонувати була доступною користувачам із Західної Європи. Вона з'являлася і в тих, хто отримав виклик. Пізніше ця можливість стала доступною всім охочим. Зокрема, у квітні 2017 року можливість здійснювати виклики отримали користувачі з Білорусі, Росії та України. У травні 2017 року підтримка викликів з'явилася в офіційних десктопних клієнтах.
Виклики захищені шифруванням. Якість голосового виклику автоматично налаштовується залежно від якості зв'язку користувача. Так, під час користування мобільним інтернетом стиснення буде дещо вищим, ніж при з'єднанні через Wi-Fi.
У 2020 році було додано відеодзвінки. Відеодзвінки, як і голосові дзвінки, підтримують peer-to-peer.

### Боти
У Telegram працює платформа чатботів. Боти можуть виконувати різноманітні завдання, такі як пошук в інтернеті чи держреєстрах, покупки, платежі, розваги, модерація груп тощо. У спілкуванні беруть участь користувач Telegram та комп'ютерна програма від стороннього розробника.
Користувач може взаємодіяти з ботом за допомогою елементів інтерфейсу месенджера: надсилання повідомлень, натискання на команди та кнопки, використання інлайн-режиму. Telegram надає три способи взаємодії користувача з ботом: приватний чат (класичний спосіб), група й так званий інлайн-режим:
- Найпоширеніший спосіб — приватний чат. Бот може ініціювати діалог з користувачем лише у двох випадках: авторизація в сторонньому застосунку через Telegram і подання заявки на приєднання до чату;
- Деякі боти можуть бути учасниками груп. Наприклад, у групах бот може підтримувати розмову, модерувати повідомлення або бути ведучим гри;
- Інлайн-режим нагадує інтерфейс пошукової системи. Користувач уводить у поле для введення повідомлень запит, що починається з короткого імені бота. Далі користувач може вибрати й надіслати один з результатів.

Деякі боти можуть бути учасниками каналів. У каналах ботів застосовують здебільшого для запланованого розміщення повідомлень. З такими ботами користувач взаємодіє через приватний чат або вебінтерфейс.
Бот взаємодіє з користувачами за допомогою Bot API. Керування ботами на платформі доступне в боті BotFather. Зокрема, там можна створити бота та переглянути чи змінити присвоєний йому токен API.
У вересні 2015 року Дуров заявив про плани щодо монетизації й розміщення реклами в ботах.
У листопаді 2020 року було презентовано можливість роботи Bot API на власному сервері.
У 2022 році з‘явилася можливість вебботів. Бот може показувати вікно з вебзастосунком, таким чином довільно розширюючи стандартний інтерфейс месенджера. Також деякі боти отримали змогу бути доданими як розділ у меню вкладень і використовуватися в інших чатах подібно до інлайн-ботів.

### Наліпки й маски
Telegram дає змогу надсилати наліпки. Майже всі наліпки є безкоштовними, за винятком наліпок Premium. Колекція наліпок користувача початково містить один набір — «Hot Cherry».
Будь-який користувач може безкоштовно створити власний пакунок наліпок за допомогою офіційного бота @Stickers.
Офіційні пакунки наліпок можна знайти в розділі «Популярні наліпки». Користувацькі — у чатах і на вебсайтах.
Наліпки Premium є в деяких офіційних пакунках. Ці наліпки мають додаткову повноекранну анімацію. Їх можуть надсилати лише Premium-користувачі.
Наліпки можуть бути у трьох форматах: статичні, векторні анімовані, відеоналіпки.

#### Маски
Маски — зображення, що можуть бути додані на фотографії перед надсиланням. Технічно вони є наліпками, але їх не можна надсилати. Маски об'єднані в пакунки і створюються в боті @Stickers.
Маска може бути прив'язана до певної частини тіла. Тоді Telegram спробує правильно розташувати маску на фотографії.

### Емодзі
Telegram показує емодзі в стилі Apple, незалежно від платформи. Telegram Desktop дає змогу змінити стиль на Android, Twemoji або JoyPixels. Зміна стилю також доступна в Telegram X (клієнті для Android) та Unigram.
Якщо повідомлення містить лише емодзі (включаючи користувацькі), їх буде показано у збільшеному вигляді і без підкладки у вигляді бульбашки.
Деякі поодиноко надіслані емодзі стають анімованими. Якщо особистий чат відкрито в обох співрозмовників і хтось натисне на анімований емодзі, обоє одночасно побачать його повноекранну анімацію.

#### Користувацькі емодзі
Premium-користувачі можуть використовувати користувацькі емодзі:
- у тексті повідомлення;
- як реакцію на повідомлення;
- як статус;
- як іконку гілки.

Усі користувачі можуть використовувати користувацькі емодзі в конструкторі зображень профілю.
Користувацькі емодзі схожі на наліпки. Вони теж об'єднані в пакунки, можуть бути нерухомими чи анімованими і створюються в боті @Stickers.

### Реакції
Із грудня 2021 року на повідомленнях можна залишати реакції у вигляді емодзі. Функція доступна у всіх чатах, крім секретних. У групах і каналах вона є вимкненою за замовчуванням, допоки адміністратор чату не вибере дозволені емодзі.
Безплатно доступний стандартний набір із понад 48 емодзі, що постійно розширюється.
| 👍 | 😁 | 🎉 | 😱 | 🔥 | 👎 | 👌 | 😍 |
| 🥰 | 🤯 | 🤔 | 🤬 | 👏 | 🙏 | 🤣 | 💯 |

Користувачі з Telegram Premium можуть також використовувати будь-які користувацькі емодзі. Інші користувачі можуть відреагувати користувацьким емодзі у групі, лише якщо раніше його поставив Premium-користувач.
Усюди, крім каналів, реакції є неанонімними — коли учасник залишає реакцію, його ім'я та емодзі з'являється в списку реакцій на повідомлення. Реакції в каналах є анонімними.
Звичайні користувачі можуть залишити на повідомленні лише один емодзі, Premium — не більше, ніж три.
Є три способи залишити реакцію в мобільному застосунку:
- Натиснути на повідомлення (на iOS — затримати) і вибрати емодзі в каруселі;
- Швидко двічі натиснути на повідомлення — буде залишено емодзі, що вибране в налаштуваннях програми. Типово це 👍;
- Якщо це група або канал, натиснути на один з уже залишених емодзі в нижній частині повідомлення.

Якщо утримувати емодзі в каруселі, реакцію буде надіслано так, що співрозмовник побачить її анімацію у збільшеному вигляді і з повноекранними ефектами, щойно відкриє чат.

### Опитування
Опитування можна створити в групі або каналі. Опитування можуть бути анонімними чи неанонімними і мати можливість множинного вибору.
У серпні 2020 року команда Telegram протестувала опитування, де за певні варіанти можуть проголосувати лише користувачі з білоруським номером телефону. Інші користувачі при спробі вибрати один з таких варіантів отримують помилку. Користувачі не мають змоги створювати такі опитування.

###### Вікторини
Вікторини є окремим видом опитувань. Вікторини завжди анонімні, дозволяють вибрати лише один варіант і не дозволяють відкликати голос. Вікторина має один правильний варіант відповіді. При створенні можна вказати пояснювальний текст, що з'явиться після вибору відповіді.

### Теки для чатів
Теки дають змогу розділити список чатів. До теки можна додати окремі чати або типи чатів (контакти, неконтакти, групові чати, канали, боти). Наприклад, канали можна розмістити в теці «Канали», а приватні чати — в теці «Особисті». У теці можна прикріпити скільки завгодно чатів.
Прочитані, архівовані, окремі чати або чати з вимкненими сповіщеннями можна додати як винятки, що не показуватимуться в теці.
У Telegram Desktop та Telegram для macOS для теки можна вибрати одну з запропонованих іконок.
Premium-користувачі можуть вибрати теку, що буде відкриватися першою замість «Усіх чатів».

### Прикріплення повідомлень
Одне чи кілька повідомлень можна прикріпити вгорі екрану чату. Коли користувач прикріплює повідомлення у групі, Telegram пропонує йому сповістити про це всіх учасників. Таке сповіщення надійде учаснику, навіть якщо в нього вимкнено сповіщення для чату. Ці сповіщення можна вимкнути окремо в налаштуваннях програми.

### Архів чатів
Окремі чати можна приховувати зі списку чатів, переносячи їх до архіву, або повертати назад. Чат розархівується автоматично, якщо для нього не було вимкнено сповіщення, коли в чат надійде повідомлення. В архіві можна прикріпити необмежену кількість чатів.
У налаштуваннях можна увімкнути автоматичне архівування та вимкнення сповіщень для нових чатів від неконтактів. Premium-користувачі можуть зробити це для всіх чатів.

### Збережене
«Збережене» — чат користувача із самим собою. Призначений для зберігання користувачем окремих повідомлень з інших чатів, медіафайлів, нотаток тощо. «Збережене» можна відкрити зі списку чатів і з головного меню програми.

### Форматування повідомлень
До фрагментів тексту в повідомленнях та описах до медіафайлів можна застосовувати форматування. Доступні напівжирний, курсивний, моноширинний, закреслений, підкреслений текст, блок коду, прихований текст.

### Сторіс
Подібно до Instagram, Facebook, на платформі Telegram доступні також і сторіс, по тій ж концепції, що і в інших платформах. Запис сторіс доступні тільки для користувачів які мають підписку Premium та вільні для перегляду всіма користувачами. Серед можливостей запису є подвійний режим камери, коли запис відбувається одночасно з фронтальної та основної камери та додатковими режимами приватності серед яких є захист від знімків екрану під час перегляду.

### Реклама
1 листопада 2021 року в месенджері оголошено про початок дії рекламних повідомлень у відкритих каналах з аудиторією від 1 тис підписників. За словами Telegram, реклама неперсоналізована. Керування оголошеннями доступне на сайті promote.telegram.org. Ця реклама не показується для Premium-користувачів.
Наприкінці березня 2024 року, Telegram представив програму монетизації, згідно з якою власники публічних каналів із 1000 і більше передплатників зможуть отримувати 50 % доходу з реклами. Виплати відбуватимуться винятково в Toncoin, криптовалюті на базі блокчейна TON. Однак, зараз рекламні оголошення на базі TON не відображаються для користувачів із низки країн, включно з РФ, Україною, Палестиною та Ізраїлем.

## Клієнти

### Офіційні

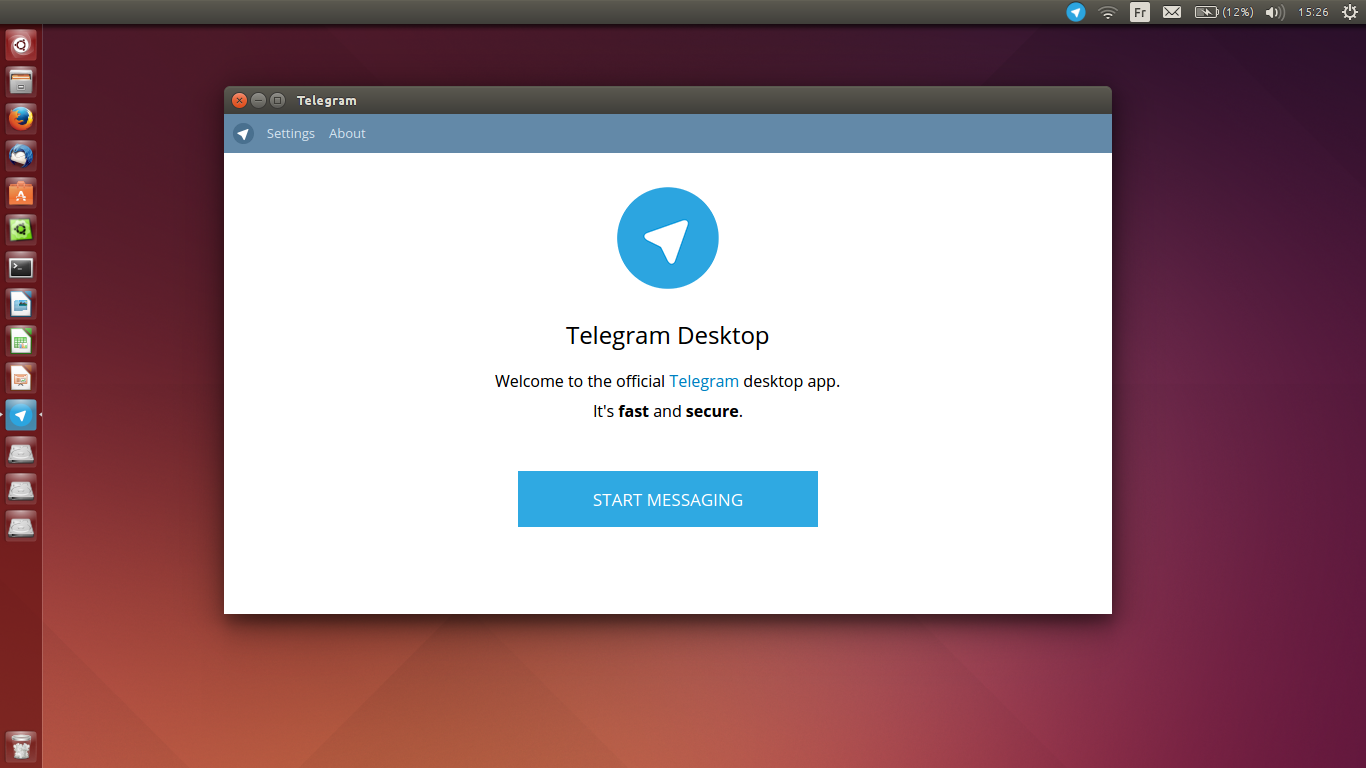
Telegram Desktop 0.9.15 на Ubuntu

| Категорія | Назва              | Платформ(-и)                                | Підтримується | Підтримка секретних чатів | Примітки |
| --------- | ------------------ | ------------------------------------------- | ------------- | ------------------------- | --- |
| Мобільні  | Telegram           | Android 4.1 і вище                          | Так           | Так                       | Є підтримка планшетів та смарт-годинників на Wear OS. |
| Мобільні  | Telegram Messenger | iOS 9.0 і вище                              | Так           | Так                       | Запущений у серпні 2013 року для iPhone та iPod Touch, перезапущений у липні 2014 року з підтримкою iPad та Apple Watch. |
| Мобільні  | Telegram X         | Android 4.1 і вище                          | Так           | Так                       | Альтернативний Telegram-клієнт, написаний з нуля, швидший, з плавнішою анімацією інтерфейсу, колірними темами та ефективнішим енергоспоживанням. Написаний з використанням бібліотеки TDLib. Раніше був неофіційним і називався Challegram. Із січня 2018 року офіційний і називається Telegram X. |
| Мобільні  | Telegram X         | iOS 8.0 і вище                              | Ні            | Так                       | Альтернативний Telegram-клієнт, написаний з нуля, швидший, з плавнішою анімацією інтерфейсу, колірними темами та ефективнішим енергоспоживанням. Написаний мовою Swift. |
| Мобільні  | Telegram Messenger | Windows Phone 8.1 і вище                    | Так           | Так                       | |
| Десктопні | Telegram Desktop   | Windows 7 і вище, macOS 10.10 і вище, Linux | Так           | Ні                        | Десктопний клієнт на основі Qt. Windows NT-клієнт — традиційний десктопний застосунок у трьох варіантах: з інсталяцією, portable, застосунок з Windows Store. |
| Десктопні | Telegram           | macOS 10.11 і вище                          | Так           | Так                       | Нативний macOS-клієнт. |
| Вебові    | Telegram Web       | Веб-браузер                                 | Так           | Ні                        | Старий вебклієнт, що більше не оновлюється, однак підтримується. У клієнті відсутні українська мова, архів чатів, папки та інші останні функції. Замінений новими вебклієнтами. |
| Вебові    | Telegram Web K     | Веб-браузер                                 | Так           | Ні                        | Вебклієнти, написані з нуля. Відвідування web.telegram.org переадресовує на один з них. На відміну від старого вебклієнта, клієнти підтримують більшість нових функцій, активно оновлюються і мають сучасний дизайн. Перебувають на стадії альфа-тестування.                                       |
| Вебові    | Telegram Web A     | Веб-браузер                                 | Так           | Ні                        | Вебклієнти, написані з нуля. Відвідування web.telegram.org переадресовує на один з них. На відміну від старого вебклієнта, клієнти підтримують більшість нових функцій, активно оновлюються і мають сучасний дизайн. Перебувають на стадії альфа-тестування.                                       |
| Вебові    | Telegram React     | Веб-браузер                                 | Так           | Ні                        | Перебуває в розробці. |
| Вебові    | Telegram           | Google Chrome і Chrome OS                   | Так           | Ні                        | На основі Telegram Web, опублікований у Chrome Web Store. |

### Неофіційні

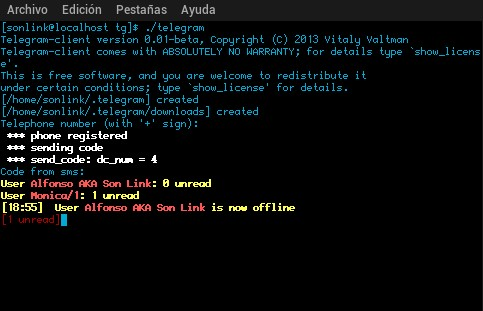
Telegram CLI для Linux

| Назва        | Платформ(-и)                  | Підтримка секретних чатів | Підтримується | Примітки                                                                |
| ------------ | ----------------------------- | ------------------------- | ------------- | ----------------------------------------------------------------------- |
| Unigram      | Windows 10, Windows 10 Mobile | Так                       | Так           | Universal Windows Platform-застосунок, опублікований у Microsoft Store. |
| Telegram CLI | Linux, FreeBSD і macOS        | Так                       | Так           | Інтерфейс командного рядка для Telegram.                                |

## Вразливості

### Поточні вразливості
Telegram критикується за відсутність наскрізного шифрування у звичайних чатах. Таке шифрування є тільки в «секретних чатах» та дзвінках.
У березні 2023 року Управління національної безпеки Норвегії (NSM) рекомендувало не використовувати Telegram і TikTok на бізнес-пристроях (особливо на тих, що використовуються для діяльності, пов'язаної з урядом). Оцінка була проведена на замовлення Емілі Енгер Мелта та підтримана Міністерством юстиції та громадської безпеки. Що стосується Telegram, у звіті вказується на відсутність наскрізного шифрування за замовчуванням, його російське походження та сторонню розвідку з відкритим кодом, як основні критичні моменти.
Більш того, під виглядом корисних файлів на комп'ютер або смартфон можуть бути автоматично завантажені віруси, які не просто видобуватимуть якусь конфіденційну інформацію та передаватиму її третім особам, а й запускатимуть окремі програми на комп'ютері та виконуватимуть у них будь-які дії. Саме таку уразливість, пов'язану з автозавантаженням файлів у Telegram, було виявлено на початку 2024 року у додатку месенджера на Windows. Завантажений файл без проблем запустив певний код на комп'ютері і почав керувати калькулятором. Саме тому необхідно знати, як убезпечити себе від серйозних наслідків при неакуратному використанні ризикових опцій у Telegram.

### Конкурси з пошуку вразливостей
У грудні 2013 року Павло Дуров оголосив конкурс до 1 березня 2014 року на «злам» захисту Telegram з призовим фондом у $200 тис. Умовами конкурсу ставилося завдання розшифрувати особисте листування Павла з його братом Миколою через «секретні чати», використовуючи зашифровані дані, якими обмінювалися програми та сервер. У їхніх повідомленнях, що відправляються щодня, містилась секретна адреса електронної пошти, розшифрування якої дозволило б отримати приз.
Необхідна для такого «зламу» модель атаки, атака на основі шифротексту, є найслабшою і водночас найбільш складною і незручною для криптоаналітика. Існують надзвичайно слабкі алгоритми, які можуть бути стійкими в цій моделі, але вразливими для інших методів. Зазвичай при аналізі нових криптографічних алгоритмів використовуються сильніші моделі атаки, в яких нападнику може бути відомий текст до шифрування, дана можливість відправляти на шифрування будь-які тексти або можливість зміни даних, що пересилаються мережею. Таким чином, у разі, якщо конкурс ніхто не виграє, це не доведе криптографічної безпеки протоколу.

Щоденна кількість повідомлень

23 грудня 2013 року, лише через кілька днів після початку конкурсу, користувач «Хабрахабру», який не є експертом у криптографії, виявив уразливість, яка полягала в тому, що клієнт отримував параметри для генерації ключів DH (константи для визначення поля відрахувань) від сервера без перевірки, завдяки чому пропрієтарний сервер MTProto міг передати некоректні параметри, які не забезпечують криптографічну стійкість, і таємно провести MITM-атаку на секретні чати. Йому не вдалося прочитати листування, тож розмір виграшу становив $100 тис.
Після цього клієнт був оновлений, у ньому була додана перевірка параметрів, одержаних від сервера, з метою значно зменшити ймовірність подібної атаки.
У листопаді 2014 року було організовано новий тримісячний конкурс, у якому модель атаки була розширена, в нападника з'явилася можливість виступати в ролі сервера MTProto, змінюючи дані, що пересилаються. За умовами конкурсу потрібно зламати «секретний чат», при цьому учасники чату проводять звірку ключів, узгоджених при відкритті чату, з незалежних каналах зв'язку.
За оцінками дослідника Moxie Marlinspike та інших подібні конкурси не можуть довести безпеки шифрування і лише вводять в оману. Відсутність тих, хто виграв, не означає безпеки продукту, багато таких конкурсів у цілому нечесні, аналіз не контролюється і проводиться випадковими людьми, а винагороди найчастіше занадто малі, щоб виправдати багаторічну роботу більш ніж одного компетентного криптоаналітика.

## Суміжні технології

### Криптовалюта
За словами колишнього працівника ВКонтакті й Telegram Антона Розенберга, наприкінці 2017 року компанія розробляла власну криптовалюту на основі блокчейну. TON (Telegram Open Network) передбачалось, що після запровадження ця валюта мала стати однією з наймасовіших у світі, потіснивши Bitcoin та Ethereum.
TON повинна була відрізнятись від класичного блокчейну здатністю мережі розділятись. Так, при сповільненні роботи через високу кількість учасників, система автоматично мала розділитися на дві, що змогли б діяти незалежно, проте миттєво обмінюючись інформацією. Це мало дозволити миттєві перекази валюти між учасниками, а також високу швидкість роботи.
Восени було оголошено про відтермінування запуску проєкту щонайменше на рік, а в США було призупинено випуск криптовалюти. На цей час розробники залучили від інвесторів $1,7 млрд.
В травні 2020 року було оголошено, що проєкт було заборонено до діяльності США, а відтак, закрито. Інвесторам було запропоновано повернути 72 % вкладень одразу або 110 % через рік, якщо суд США не дозволить випуск Gram.
У 2024 році журналістське розслідування видання «Важниє історіі» розкрило зв'язок між інвесторами криптовалюти TON Павла Дурова та компаніями, які вивозили вугілля та метал з тимчасово окупованого Російською Федерацією українського Донбасу.

## В Україні
Найпопулярнішим месенджером в Україні у 2020 році був Viber, яким користувалися 99 % користувачів смартфонів у віці від 13 до 55 років, далі йшов Facebook Messenger і Telegram; WhatsApp та Skype поступово втрачають користувачів, ними користуються менше половини користувачів, водночас популярність Telegram росте, особливо серед молоді.
28 квітня 2023 року, в інтерв'ю інформаційній агенції Інтерфакс-Україна, міністр культури та інформаційної політики України Олександр Ткаченко заявив, що настав час включати експертну оцінку того, у який спосіб має відбуватися взаємодія держави із соціальною мережею Telegram. «Telegram створив у собі спільноту, яка закрита від суспільства, тоді як усі медіа, що підпадають під закон „Про медіа“, відкриті, відомі їх власники, є певна звітність тощо. Тому Telegram — це питання, яке потребує реально експертного обговорення», — сказав Ткаченко, відповідаючи на запитання, чи є в міністерства бачення, як поводитися з мессенджером Telegram з огляду на зростання його популярності.
Наприкінці вересня 2023 року, Національна рада з питань телебачення і радіомовлення України, разом із профільними відомствами, почала активний розгляд питання щодо регулювання месенджера Telegram, який став платформою для поширення пропаганди і ворожнечі, та який, росіяни і нині заборонені в Україні медіа активно використовують для поширення своїх наративів.
У листопаді 2023 року секретар Ради національної безпеки і оборони України Олексій Данілов заявив, що з точки зору національної безпеки Telegram є «дуже-дуже небезпечною річчю», це «дуже вразливий додаток». У березні 2024 року очільник Головного управління розвідки Міноборони України Кирило Буданов заявив, що Telegram однозначно є проблемою з точки зору національної безпеки України. 7 вересня 2024 року, в інтерв'ю радіо «Хартія», Буданов підтвердив свій наратив стосовно загрози месенжера Telegram національній безпеці України.
За словами голови комітету ВРУ з питань свободи слова Ярослава Юрчишина, адміністрація соціальної мережі Telegram наразі відмовляється йти на контакт із українською владою та блокувати канали, які поширюють російську пропаганду.
25 березня 2024 року, у Верховній Раді України зареєстровано законопроєкт № 11115, який дозволить регулювання діяльності платформ спільного доступу до інформації. Це стосується низки месенджерів і, зокрема, Тelegram. Додатковим аргументом для запровадження регулювання є те, що, наприклад, платформа Telegram може бути пов'язана з державою-агресором.
24 квітня 2024 року Павло Дуров повідомив, що месенджер отримав офіційні листи від компанії Apple, у яких йдеться про неминучість певних змін для користувачів з українськими SIM-картами. Листи від Apple, за словами Дурова, стосуються новинних та пропагандистських каналів. Про які саме зміни для користувачів ідеться, в повідомленні не пояснюється.
28 квітня 2024 року, близько опівночі, Telegram заблокував українські чат-боти, які збирали дані про розташування військ і об'єктів російських окупантів. Зазначається, що було заблоковано бот «єВорог» (@evorog_bot), запущений Міністерством цифрової трансформації у 2022 році, а також бот Служби безпеки України «STOP Russian War bot» (@stop_russian_war_bot). Також були заблоковані офіційні боти ГУР «Головний бот розвідки» (@gur_official_bot), бот-координатор з півдня України, бот ППО для відстеження «шахедів» та інші.
29 квітня 2024 року, близько 10:00, згідно повідомлення Центру стратегічних комунікацій і інформаційної безпеки (ЦСКІБ), роботу заблокованих чат-ботів було відновлено. У Telegram заявили, що боти були тимчасово вимкнені помилково.
29 серпня 2024 року Комітет Верховної Ради України з питань гуманітарної та інформаційної політики ухвалив рішення щодо підготовки законопроєкту, який спрямований на регулювання діяльності Telegram на території країни. Відповідно зазначається, що Telegram має налагодити зв'язок з українськими регулюючими органами для забезпечення дотримання правових норм. Крім того, платформа має підтвердити, що вона є безпечною для громадян України, зокрема, довівши, що її власність не включає такі організації, як ФСБ Росії або інші російські державні структури.
У вересні 2024 року Україна заборонила використання Telegram державними службовцями, військовослужбовцями та ключовими працівниками на офіційних пристроях, посилаючись на побоювання щодо російського шпигунства. Рада національної безпеки і оборони України запровадила обмеження після того, як Кирило Буданов повідомив їм докази, які свідчать про здатність російських спецслужб мати доступ до листування користувачів, навіть якщо повідомлення видалено, а також до їхніх персональних даних. Андрій Коваленко, керівник центру Ради безпеки з протидії дезінформації, уточнив, що заборона обмежується офіційними пристроями та не поширюється на особисті телефони.

## Збої в роботі

### 2023
24 червня в Україні у Telegram стався збій, 56 % користувачів стикалися з проблемами в роботі додатку, 29 % — не могли під'єднатися до сервера, 7 % — мали проблеми з сайтом Telegram.
21 серпня стався новий збій Telegram, за 15 хвилин почалася масштабніша проблема з доступом по всьому світу.
30 листопада месенджер Telegram працював зі збоями.
28 грудня у Telegram стався масштабний збій. Серед проблем відзначалися неможливість оновити чати, не відправлялися повідомлення.

### 2024
18 лютого користувачі скаржились на завантаження додатків, підключення та роботу сайта месенджера Telegram. Проблеми спостерігались в Україні, США, Узбекистані, Польщі, Азербайджані, Таїланді та інших країнах.
22 березня в месенджері Telegram спостерігалися проблеми у роботі по всьому світу, особливо їх наслідки відчувалися у Європі, Південній Америці та деяких частинах Азії.
8 червня, у вечірній час, у месенджері Telegram стався масштабний збій у роботі. Зокрема, станом на 22:00 (за київським часом), застосунок перестав відправляти повідомлення.
10 вересня у Telegram стався збій. Користувачі скаржилися на проблеми з відправкою повідомлень та тривале завантаження файлів. Зокрема, близько 70 % користувачів не могли зайти до застосунку, ще 20 % — не мали можливості надіслати повідомлення.
1 жовтня у роботі Telegram зафіксували збій, зокрема, в Алжирі, Узбекистані, США, Росії, Україні та інших країнах.
24 жовтня, приблизно о 22:00, у роботі месенджера Telegram стався збій. За даними сервісу Downdetector, 77 % скарг від користувачів були пов'язані з відправленням повідомлень, 17 % — не змогли під'єднатися до сервера, 6 % користувачів — поскаржилися на роботу застосунку зі збоями, а дехто повідомив, що перестали вантажитися медіафайли.

## Приватність
Штатні інструменти Telegram дозволяють стежити за діями користувачів. При цьому російські спецслужби можуть мати доступ навіть до закритих чатів, — про це 2 лютого 2023 року було повідомлено у розслідуванні, яке опубліковано у Wired.
Як зазначалося у розслідуванні, отримати інформацію про користувачів можливо за допомогою API месенджера — інструмента, через який розробники додатків та дослідники можуть підключатися до платформи та витягувати з неї дані для своїх проєктів. Ці інструменти дозволяють визначати розташування користувачів з точністю до 600 ярдів (550 метрів). За наявності бажання, пристойних серверів та достатньої кількості API-ключів можна заархівувати майже весь Telegram. Кожен текст, аудіофайл та зображення, розміщені на платформі, є публічними. При цьому, як було зазначено, ключі доступні для будь-якого користувача, який їх запитує.
Відповідно липневого 2023 року оновлення, Telegram оновив політику конфіденційності і тепер рекламодавці бачать приблизне місцеперебування своєї цільової аудиторії. Це стосується саме України і Росії. Головна причина, чому так зробили, щоб було простіше дотримуватись територіальних обмежень при показі реклами в країнах з великою кількістю російськомовних каналів. Завдяки цьому оновленню рекламодавці можуть налаштовувати таргет на конкретний регіон, а не на мову, як було до цього. Тобто рекламу можна налаштовувати, наприклад, лише на українську аудиторію і не показувати її у Росії, Білорусі чи інших країнах, де є російськомовне населення. Таким чином, рекламувати товар можна у тій країні, в якій знаходиться IP-користувача і відповідно вона показуватиметься всім користувачам IP, які зареєстровані у цій же країні. Інші дані для відстеження геолокації не застосовуватимуться.
У березні 2023 року Норвезьке управління національної безпеки (NSM) рекомендувало не використовувати Telegram та TikTok на бізнес-пристроях (особливо тих, що використовуються для державної діяльності). Оцінку було замовлено та підтримано Міністерством юстиції та громадської безпеки Емілі Енгер Мель. Щодо Telegram, у звіті як основні критичні моменти згадується відсутність наскрізного шифрування за замовчуванням, його російське походження та розвідка з відкритих джерел від третіх сторін.
В жовтні 2023 року, згідно повідомлення Insider з посиланням на повідомлення російського оператора мобільного зв'язку МТС про нову партнерську програму з месенджером, відповідно якої Telegram уклав з МТС угоду, за якою рекламу можна буде таргетувати за номером телефону. Якщо раніше таргетувати рекламу можна було лише за даними, які збирав сам месенджер, тобто про інтереси користувачів, канали, на які вони підписані, та їх геолокацію, то тепер оператор створить у своєму сервісі «МТС Маркетолог» можливість закупівлі реклами в Telegram-каналах з використанням тих даних, які вже є у оператора, та даних, які надасть йому месенджер.
23 вересня 2024 року засновник Telegram Павло Дуров повідомив, що адміністрація Telegram буде передавати на запит відповідних регулюючих та правоохоронних органів IP-адреси та номери телефонів користувачів, які порушують правила платформи.
У липні 2024 року словацька компанія ESET повідомила про вразливість, яка дозволяла надсилати користувачам шкідливі файли, замасковані в мультимедійних файлах.
У 2025 році у відповідь на запит BBC щодо розслідування доступу до даних у месенджері заявили, що компанія «має контракти з десятками різних постачальників послуг по всьому світу», але жоден з них «не має доступу до даних Telegram або до його конфіденційної інфраструктури», «усі сервери Telegram належать Telegram і обслуговуються працівниками Telegram».

## Блокування
Блокування (обмеження) в Telegram розподіляють на зовнішні та власні (внутрішні). До зовнішнього блокування відносяться спроби блокування месенджера, наприклад, владою конкретної країни. До внутрішнього блокування відносяться блокування месенджера та блокування акаунту, що може здійснюватися безпосередньо засновниками Telegram та/або її теперішніми власниками. Станом на 9 квітня 2024 року, Telegram заборонено у Гвінеї, Ефіопії, Іраці, Ірані, Китаї, ОАЕ, Омані, Сомалі, Таїланді, Туркменістані, Узбекистані.

### Зовнішні блокування

#### Росія
13 квітня 2018 року суддя Таганського суду Москви Юлія Смоліна задовольнила позов Роскомнадзору і постановила заблокувати Telegram на території Росії.
18 червня 2020 року Роскомнадзор скасував обмеження, «позитивно оцінивши висловлену засновником Telegram готовність протидіяти тероризму та екстремізму». У червні 2021 року, президент РФ Путін заявив, що російська влада досягла згоди з Telegram і не буде його блокувати.
В ніч на 19 серпня 2024 року, користувачі Telegram у РФ зіштовхнулися з перебоями у роботі месенджера. Проблеми з доступом були відзначені у Москві та Санкт-Петербурзі, що підтверджується інформацією від моніторингових сервісів.
18 липня 2025 року заступник голови комітету Держдуми РФ з інформаційної політики Антон Горелкін заявив, що другий за популярністю в РФ месенджер — Telegram, на думку Горєлкіна, до списку ПЗ з недружніх країн не потрапить, «особливо якщо виконуватиме вимоги російського законодавства і доводитиме своє бажання зберегтися на ринку».

#### Бразилія
26 квітня 2023 року бразильський суд заборонив роботу месенджера в країні через відмову надавати дані про адміністраторів і учасників неонацистських груп. Також суд наклав штраф розміром 1 млн реалів (7,32 млн грн) за кожен день відмови надавати інформацію державі. 27 квітня Telegram оскаржив рішення суду.
30 квітня 2023 року суд скасував рішення про призупинення роботи Telegram у Бразилії.

#### Ірак
6 серпня 2023 року Міністерство зв'язку Іраку оголосило, що заблокувало застосунок для обміну повідомленнями Telegram з міркувань національної безпеки. Міністерство зв'язку поінформувало інтернет-користувачів Іраку про те, що блокування застосунку Telegram ґрунтується на директивах вищих органів влади з причин, пов'язаних з національною безпекою. У заяві зазначається, що цей крок був спрямований на захист персональних даних громадян, оскільки Telegram зловживав особистими даними користувачів. Було також роз'яснено, що урядові установи Іраку неодноразово зверталися до компанії, що експлуатує додаток Telegram, з проханням закрити платформи, які спричиняють витік даних державних установ і персональних даних громадян, але компанія не відповіла на жоден з цих запитів. Окрім цього, у заяві стверджується, що додаток становить загрозу національній безпеці та громадському спокою в Іраку, але компанія не відповіла на жоден з цих запитів.
12 серпня 2023 року влада Іраку ухвалила рішення зняти заборону на роботу месенджера Telegram у країні. Рішення про розблокування ухвалене після того, як компанія, яка володіє платформою, відреагувала на вимоги органів безпеки Іраку та висловила повну готовність до спілкування з відповідними органами влади.

#### Іспанія
23 березня 2024 року Верховний суд Іспанії ухвалив постанову: тимчасово заблокувати в королівстві популярний месенджер Telegram. Загалом ним користуються близько 8,5 млн іспанців — при загальному населенні країни в приблизно 47 млн. Причина — скарги чотирьох місцевих медіакомпаній, які побоювалися, що користувачі можуть завантажувати їхній контент без дозволу, відповідних документів, авторських роялті тощо. Проте вже 25 березня, за повідомленням агентства Reuters, Верховний суд вирішив призупинити своє рішення про блокування месенджера Telegram в країні. В свою чергу, іспанська поліція повинна буде підготувати звіт про характеристики Telegram та вплив його блокування на користувачів.

#### Сомалі
21 серпня 2023 року уряд Сомалі заборонив Telegram, TikTok і російську букмекерську компанію 1xBet, заявивши, що ці всі сервіси використовуються для тероризму та аморальної пропаганди у цій східноафриканській державі.

#### Південна Корея
2 вересня 2024 року поліція Південної Кореї розпочала попереднє розслідування проти Telegram за підозрою у сприянні поширенню порнодипфейків. Це може стати початком процесу блокування месенджера на території країни. 3 вересня 2024 року платформа месенджера Telegram попросила вибачення у Корейської комісії зі стандартів зв'язку KCSC і видалила порнографічний контент із дипфейками на вимогу влади Південної Кореї.

#### Україна
18 вересня 2024 року в Україні заблокували телеграм-канал, який поширював інформацію про теракти у Львові. На момент блокування аудиторія онлайн-ресурсу налічувала понад 2500 учасників. Відомо, що канал адмініструвався з території РФ.
19 вересня 2024 року, відповідно до рішення Національного координаційного центру кібербезпеки (НКЦК), в Україні обмежили Telegram в органах держвлади, військових формуваннях та на об'єктах критичної інфраструктури. Це стосується лише листування та пересилання файлів, вести офіційні сторінки в месенджері — не заборонено. 7 жовтня Верховна рада обмежила використання Telegram для працівників апарату у робочих цілях.
9 жовтня Національна рада з питань телебачення та радіомовлення ввела спеціальний порядок доступу до Telegram і заявила, що прагне повного блокування месенджера в Україні.
31 жовтня Telegram заборонили в Чернівецькому національному університеті ім. Федьковича, 1 листопада — в Національному авіаційному університеті. 5 листопада до заборони приєднався Київський національний університет (КНУ) ім. Шевченка.
20 листопада Києво-Могилянська академія заборонила Telegram для освітніх і службових цілей. 26 листопада платформу було заборонено для використання у Національній академії наук України (НАН).

#### Молдова
10 жовтня 2024 року, як повідомило онлайн-видання Newsmaker, у Молдові заблокували Telegram-канали олігарха-втікача Ілана Шора, а також канали, пов'язані з його політсилою та ключовими соратниками, зокрема очільниці (башканки) автономного регіону Гагаузії Євгенії Гуцул та ще кількох політиків. 14 жовтня, щонайменше дев'ять нових Telegram-каналів, які були відкриті через декілька годин замість заблокованих каналів, також були закриті.

### Внутрішні блокування
У грудні 2024 року Telegram заблокував у ЄС пропагандистські російські канали РИА Новости, НТВ, Россия 1, RT та Известия.

## Пропаганда
За даними розслідування Bloomberg, Telegram став ключовою зброєю Росії у поширенні дезінформації, спрямованої на підрив підтримки України в ЄС. Російська розвідка використовує його для вербування злочинців для проведення диверсій у європейських столицях.

## Розслідування
2 листопада 2024 року, за повідомленням бельгійського мовника VRT, Федеральна прокуратура Бельгії з 2020 року проводить власне розслідування проти месенджера Telegram. Нині розслідування переходить в нову фазу — створення спільної слідчої групи з французькими правоохоронцями. «Майже в кожному розслідуванні щодо торгівлі зброєю підозрювані використовують Telegram. Ми бачимо, як це постійно з'являється в наших файлах», — заявив речник Федеральної прокуратури Бельгії Ерік Ван Дер Сипт.
24 серпня 2024 року Павла Дурова затримали в аеропорту Ле-Бурже в передмісті Парижа, Франція За даними видання Politico, ордери на арешт генерального директора Telegram Павла Дурова і його брата було видано ще в березні. Як стало відомо, відділ кіберзлочинності паризької прокуратури багато місяців вів таємне розслідування щодо Telegram. Французькі слідчі звинувачували Дурова в тому, що він не вжив заходів проти використання Telegram зі злочинною метою, не здійснював модерацію сервісу і не співпрацював зі слідством. На думку слідчих, відсутність співпраці з правоохоронними органами, а також інструменти, які пропонує Telegram, роблять Дурова співучасником наркоторгівлі, злочинів з педофілії і шахрайства. 28 серпня Дурова звільнили з-під варти. Для виходу на волю під судовий нагляд Дуров мав внести заставу в розмірі 5 млн євро. Сам Дуров назвав звинувачення проти нього «хибним підходом». На його думку, правильно було би розпочати правові дії проти самого сервісу, а не звинувачувати керівника у злочинах третіх осіб на платформі.

## Штрафи
16 жовтня 2017 року, московський суд оштрафував Telegram на 800 млн рублів після того, як Павло Дуров начебто відмовився видавати листування після запиту ФСБ щодо шести телефонних номерів. Анонсувавши апеляцію, Павло заявив, що суд, який виносив рішення, порушив 23 статтю Конституції РФ, згідно з якою «кожен має право на таємницю листування, телефонних переговорів, поштових, телеграфних та інших повідомлень».